# سرو براوو
سِرُو براوو (به اسپانیایی: Cerro Bravo) آتشفشانی چینه‌ای با ارتفاعی بیش از ۴۰۰۰ متر واقع در کوه‌های مرکزی رشته‌کوه آند در کشور کلمبیا در آمریکای جنوبی است. این آتشفشان در شمال آتشفشان نوادو دل روئیس قرار دارد.

## مشخصات
سرو براوو آتشفشان چینه‌ای خاموشی است که در فاصلهٔ ۱۴۵ کیلومتری شمال غربی بوگوتا، پایتخت کلمبیا قرار دارد. این آتشفشان از گنبدهای گدازهٔ عمدتاً داسیتی تشکیل شده و در طی ۴۰۰۰ سال گذشته دست کم ۷ فوران انفجاری شدید از نوع فوران پلینیایی داشته است که منجر به تولید جریان‌های آذرآواری و لایه‌های پومیس شده است.
سابقهٔ تاریخی‌ای از فوران‌های سرو براوو وجود ندارد اما شواهد چینه‌شناختی نشانگر آن است که این آتشفشان آخرین بار زمانی در فاصلهٔ سال‌های ۱۵۹۵ تا ۱۸۴۵ فوران کرده است.